# Adam Eriksson
Adam Eriksson, né le 13 juillet 1990 à Borås en Suède, est un footballeur suédois qui évolue au poste d'arrière gauche au Falkenbergs FF.

## Biographie

### Débuts professionnels
Passé par le Sparsörs AIK, Adam Eriksson rejoint à 15 ans l'IF Elfsborg, où il joue pendant quatre ans avec les équipes de jeunes. Il rejoint ensuite le Norrby IF, qui lui permet de jouer en équipe première, principalement en troisième division suédoise.
Eriksson inscrit son premier but en troisième division le 12 juin 2011 contre le Kristianstads FF. Il est titularisé mais ne peut empêcher la défaite de son équipe (3-2 score final).

### Falkenbergs FF
Le 23 décembre 2011, est annoncé le transfert d'Adam Eriksson au Falkenbergs FF, avec qui il signe un contrat de deux ans.  Le club évolue alors dans le Superettan (D2). Il joue son premier match pour le club le 26 avril 2012, lors d'une rencontre de championnat contre Varbergs BoIS. Il entre en jeu lors de cette partie perdue par les siens (1-0).
Il obtient avec Falkenbergs la montée en première division à l'issue de la saison 2013, en étant sacré champion de Superettan. Il dispute ensuite, de 2014 à 2015, 57 matchs en Allsvenskan (D1) avec Falkenbergs, inscrivant un but.

### Helsingborgs IF
En décembre 2015, Adam Eriksson signe un contrat de trois ans avec l'Helsingborgs IF. Il joue son premier match sous ses nouvelles couleurs le 3 avril 2016, lors de la première journée de la saison 2016, contre le Gefle IF. Il se distingue ce jour-là en délivrant une passe décisive pour Jordan Larsson, permettant à son équipe d'ouvrir le score, mais Helsingborgs réalise finalement le match nul (1-1).

### Retour au Falkenbergs FF
Après plusieurs mois sans club, Adam Eriksson rejoint le Falkenbergs FF le 2 août 2021, où il a déjà évolué de 2012 à 2015. Il signe un contrat valable jusqu'à la fin de l'année 2021.
Le 10 janvier 2022, Eriksson prolonge avec le Falkenbergs FF, signant pour trois saisons supplémentaires.

## Palmarès
- Champion de Suède de D2 en 2013 avec Falkenbergs  et en 2018 avec Helsingborgs